# DGB Daegu Bank Park
Le DGB Daegu Bank Park (en coréen : DGB대구은행파크), auparavant Daegu Forest Arena, est un stade de football situé à Daegu en Corée du Sud.
Il a une capacité de 12 415 places. C'est le domicile du club de Daegu FC.

## Histoire
Le stade est construit de 2017 à 2019, à l'emplacement d'un ancien stade, le Daegu Civic Stadium, qui comportait une piste d'athlétisme. Pendant les travaux qui durent jusqu'en 2019 le nom du stade entièrement destiné au football est Daegu Forest Arena. En février 2019, le groupe financier DGB Financial Group achète le nom du stade qui devient le DGB Daegu Bank Park, c'est le premier naming d'un stade en Corée du Sud. Lors des matchs internationaux, le stade se nomme Daegu Forest Arena, l'AFC n'autorisant pas le droit de nommage.
Le premier match a lieu le 9 mars 2019, à l'occasion d'une rencontre de K League 1, le Daegu FC gagnant contre Jeju United 2 à 0 devant 12 172 spectateurs.